# Mesosemia formosa
Mesosemia formosa är en fjärilsart som beskrevs av John Obadiah Westwood 1851. Mesosemia formosa ingår i släktet Mesosemia och familjen Riodinidae. Inga underarter finns listade i Catalogue of Life.